# Orestas Buitkus
Orestas Buitkus (født 11. april 1975 i Klaipėda, Sovjetunionen) er en litauisk tidligere fodboldspiller (midtbane). 
Buitkus repræsenterede i løbet af sin karriere blandt andet FBK Kaunas i hjemlandet, Skonto FC i Letland samt russiske Rubin Kazan.
For Litauens landshold spillede Buitkus desuden 28 kampe og scorede seks mål i perioden 1996-2003.